# Гынгазов, Иван Сергеевич
Иван Сергеевич Гынгазов (род. 6 октября 1987, Новосибирск) — российский оперный певец (тенор), лауреат международных конкурсов, ведущий солист театра «Геликон-опера», приглашённый солист Мариинского театра, Михайловского театра и Большого театра.

## Биография
Родился в Новосибирске в 1987 году. В 2006 году окончил Новосибирский музыкальный колледж имени Мурова (класс контрабаса). В 2013 стал выпускником Новосибирской государственной консерватории им. М. И. Глинки (класс Марины Ахмедовой). В 2013—2017 годах работал в Новосибирском театре оперы и балета. В 2017 году дебютировал на сцене Московского музыкального театра «Геликон-опера» под руководством Д. Бертмана в опере Дж. Верди «Трубадур» (партия Манрико), был приглашён в труппу театра, где с тех пор исполняет главные партии во многих постановках. В 2019 году дебютировал в опере «Бал-маскарад» (Ричард) в Мариинском театре. В том же году впервые выступил в Венском театре «Ан дер Вин» (Водемон, «Иоланта»; Гульдбранд, «Ундина» П.Чайковского), в Дрезденской Опере Земпера (Измаил, «Набукко» Дж. Верди), в Театре Петруццелли в Бари (Ленский, «Евгений Онегин» П. Чайковского). Выступал в Венском Музикферайне, Большом театре Узбекистана им. Алишера Навои (Ташкент; Альфред Жермон в «Травиате»), Московской государственной академической филармонии, Московском концертном зале «Зарядье» и на других концертных площадках. Иван является постоянным приглашенным солистом многих российских оперных театров (Нижний Новгород, Самара, Казань, Красноярск, Владивосток и др.)
В 2020 году стал приглашённым солистом Большого театра, исполнив партию Садко в одноимённой опере Н. А. Римского-Корсакова (постановка Д. Чернякова).
В 2021 году дебютировал в Опере Бастилии в Париже в серии концертов «Чайковский-гала», в 2022 году в Сиднейской опере в партии Калафа («Турандот»), в 2023 году в Национальном театре Сан-Карлош в партии Манрико («Трубадур»).
Сотрудничал с такими выдающимися дирижерами, как Валерий Гергиев, Владимир Федосеев, Евгений Бражник, Пласидо Доминго, Ренато Палумбо, Антонио Пиролли, Леонардо Сини, Андреа Баттистони и др.
Работал с такими режиссерами, как Дмитрий Бертман, Дмитрий Черняков, Алексей Степанюк, Иркин Габитов, Стефано Виццоли, Константин Богомолов и др.
Иван Гынгазов принимал участие в съёмках спектаклей театра «Геликон-опера» на телеканале «Культура» («Леди Макбет Мценского уезда», «Тоска», «Альфа и Омега», «Аида»). В 2022 году записал саундтрек к фильму «Нюрнберг» (режиссёр Николай Лебедев), в Мариинском театре осуществлена видеозапись спектакля «Троянцы» Г. Берлиоза, с участием Екатерины Семенчук и дирижера Валерия Гергиева. 12 ноября 2023 года состоялась премьера полнометражного фильма-оперы «Пиковая дама» с Иваном в роли Германа (режиссёры Д. Бертман и В. Спирин).
В декабре 2023 года с участием Ивана Гынгазова в Auditorio de Tenerife была исполнена опера «Самсон и Далила» К. Сен-Санса.
1 июня 2024 года дебютировал в Венской государственной опере (Wiener Staatsoper) в постановке «Турандот» Дж. Пуччини (режиссёр Клаус Гут).
24 октября 2024 года дебютировал в партии Каварадосси в опере «Тоска» Дж. Пуччини (постановка Стефано Пода) в Большом театре.
7 декабря 2024 года дебютировал на сцене Берлинской государственной оперы (Staatsoper Berlin) в партии Хозе в опере «Кармен» Ж. Бизе (режиссер Мартин Кушей).
В мае 2025 года дебютировал на сцене Баварской государственной оперы в партии Турриду в опере «Сельская честь» П. Масканьи.

## Репертуар
Ленский («Евгений Онегин» П.Чайковского)
Владимир Игоревич («Князь Игорь» А.Бородина)
Пинкертон («Мадам Баттерфляй» Дж. Пуччини)
Манрико («Трубадур» Дж. Верди)
Калаф («Турандот» Дж. Пуччини)
Андрей («Мазепа» П.Чайковского)
Герман («Пиковая дама» П.Чайковского)
Ричард («Бал-маскарад» Дж. Верди)
Хозе («Кармен» Ж.Бизе)
Молодой цыган («Алеко» С.Рахманинова)
Радамес («Аида» Дж. Верди)
Альфред («Травиата» Дж. Верди)
Марио Каварадосси («Тоска» Дж. Пуччини)
Водемон («Иоланта» П.Чайковского)
Гульбрандт («Ундина» П.Чайковского, концертное исполнение)
Измаил («Набукко» Дж. Верди)
Андрей Морозов («Опричник» П.Чайковского)
Эней («Троянцы в Карфагене», «Падение Трои» Г.Берлиоза)
Самсон («Самсон и Далила» К.Сен-Санса)
Лоэнгрин («Лоэнгрин» Р.Вагнера)
Сергей («Леди Макбет Мценского уезда»/«Катерина Измайлова» Д.Шостаковича)
Бенвенутто Челлини («Бенвенуто Челлини» Г.Берлиоза)
Лыков («Царская невеста» Н. А. Римского-Корсакова)
Луиджи («Плащ» Дж. Пуччини)
Паоло («Франческа да Римини» С. В. Рахманинова)
Богдан Собинин («Жизнь за царя» М. И. Глинки)
Парис («Прекрасная Елена» Ж.Оффенбаха)
Альфа («Альфа и Омега» Г.Шохата)
Садко («Садко» Н.Римского-Корсакова)
Эрик (Георг) («Летучий голландец» Р.Вагнера)
Туридду («Сельская честь» П.Масканьи)
Вакула («Черевички» П.Чайковского)

## Награды
- 2017 — Специальный приз Международного вокального конкурса им. Хариклеи Даркле (Румыния).
- 2021 — Национальная оперная премия «Онегин» в номинации «Дебют» за исполнение партий Каварадосси («Тоска», театр «Геликон-опера») и Андрея («Опричник», Михайловский театр)[17].
- 2021 — Национальная оперная премия «Онегин» в номинации «Состав» за исполнение партии Манрико («Бал-маскарад», Самарский театр оперы и балета им. Д.Шостаковича)[18]
- 2022 — Национальная оперная премия «Онегин» в номинации «Состав» за исполнение партии Радамеса («Аида», театр «Геликон-опера»)[19]
- 2023 — Премия города Москвы в номинации «Музыкальное искусство» за исполнение партии Каварадосси в опере «Тоска» Джакомо Пуччини и партии Радамеса в опере «Аида» Джузеппе Верди[20].
- 2023 — Национальная оперная премия «Онегин» в номинации «Состав» за исполнение партии Хозе («Кармен», театр «Нижегородский театр оперы и балета им. А. С. Пушкина»)[21]
- 2024 — Международная музыкальная премия «BRAVO» в номинации «Лучший классический мужской вокал»[22]
- 2024 — Российская оперная премия Casta Diva в номинации «Взлёт» (Пинкертон (премьера «Мадам Баттерфляй», Геликон-опера, Москва), Радамес («Аида», Новая Опера, Москва), Калаф («Турандот», Венская Опера), Каварадосси и Садко («Тоска» и «Садко», Большой театр России), Хозе («Кармен», Штаатсопер, Берлин)[23]

## Личная жизнь
Женат на артистке театра «Геликон-опера» Юлии Гынгазовой. В мае 2024 года у пары родилась дочь, также у артиста есть сын от предыдущего брака.